# Chidi Nwanu
Chidi Nwanu (Port Harcourt, 1º gennaio 1967) è un ex calciatore nigeriano, di ruolo difensore.